# Phloeostichidae
Phloeostichidae  es una familia de coleópteros polífagos.

## Géneros
- Bunyastichus -
- Hymaea -
- Phloeostichus -
- Rhopalobrachium